# 御裳川公園
33°57′56.9″N 130°57′25.4″E / 33.965806°N 130.957056°E

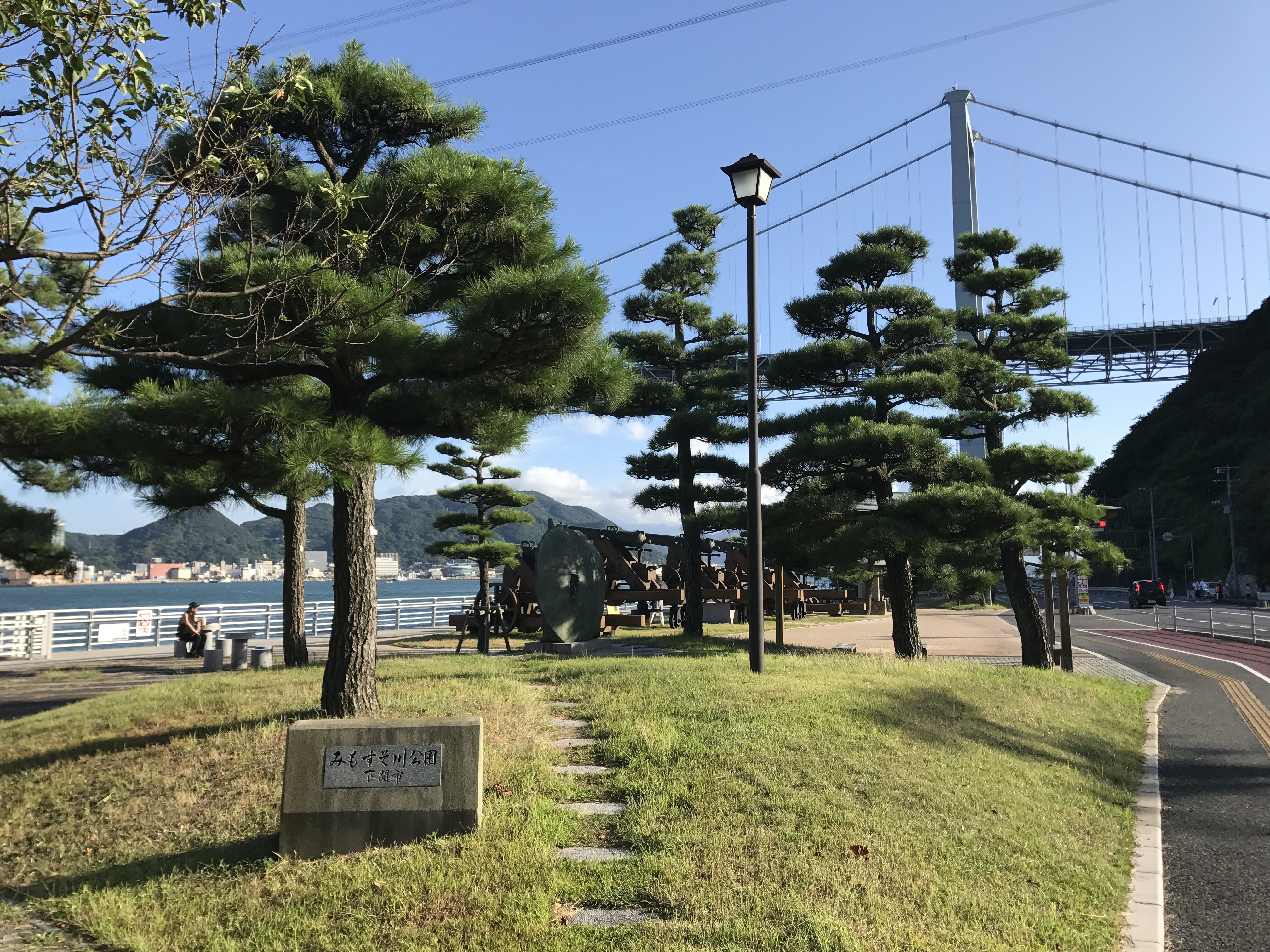
御裳川公園，背景為關門橋與關門海峽

御裳川公園是位於日本山口縣下關市御裳川町地區的城市公園，面積約0.48公頃，介於國道9號和關門海峽壇之浦之間，因為12世紀的壇之浦之戰及19世紀的下關戰爭發生於公園旁的海域，在公園內設有許多與這兩場戰爭有關的紀念設施；此外由於距離跨越關門海峽的關門橋僅約200公尺，也成為觀賞關門橋的景點。
公園在隔著國道9號的對面為關門廣場，設有關門人行隧道下關側的電梯入口。

## 公園內設施
壇之浦之戰相關
- 壇之浦古戰場遺址碑
- 安德帝御入水之處碑
- 源義經與平知盛像：描繪源義経連續飛跳八艘船的故事。
- NHK大河劇義經演員的銅板手印：留下手印的演員包括飾演源義經的瀧澤秀明、飾演建禮門院德子的中越典子、飾演平资盛的小泉孝太郎、飾演二位尼的松坂慶子。[3]

下關戰爭相關
- 長州砲複製品：公園內留有19世紀下關戰爭中屬於長州藩的砲台遺跡，因此園內設立五座複製的大砲，其中一座在投入100日圓硬幣後會發出模擬的炮擊聲。[3][4]

其他
- 御裳川碑：御裳川原本為流經此地區，從公園處游入關門海峽的小河川，目前的河口位於公園地下。
- 松本清張文學碑：作家松本清張在小時候曾住於下關市此公園附近，碑上紀錄其小説『半生之記』中的一節。從碑上的空洞可眺望位於關門海峽對岸的和布刈神社（日语：和布刈神社）（『時間的習俗（日语：時間の習俗）』小說開頭的地點）。[5]

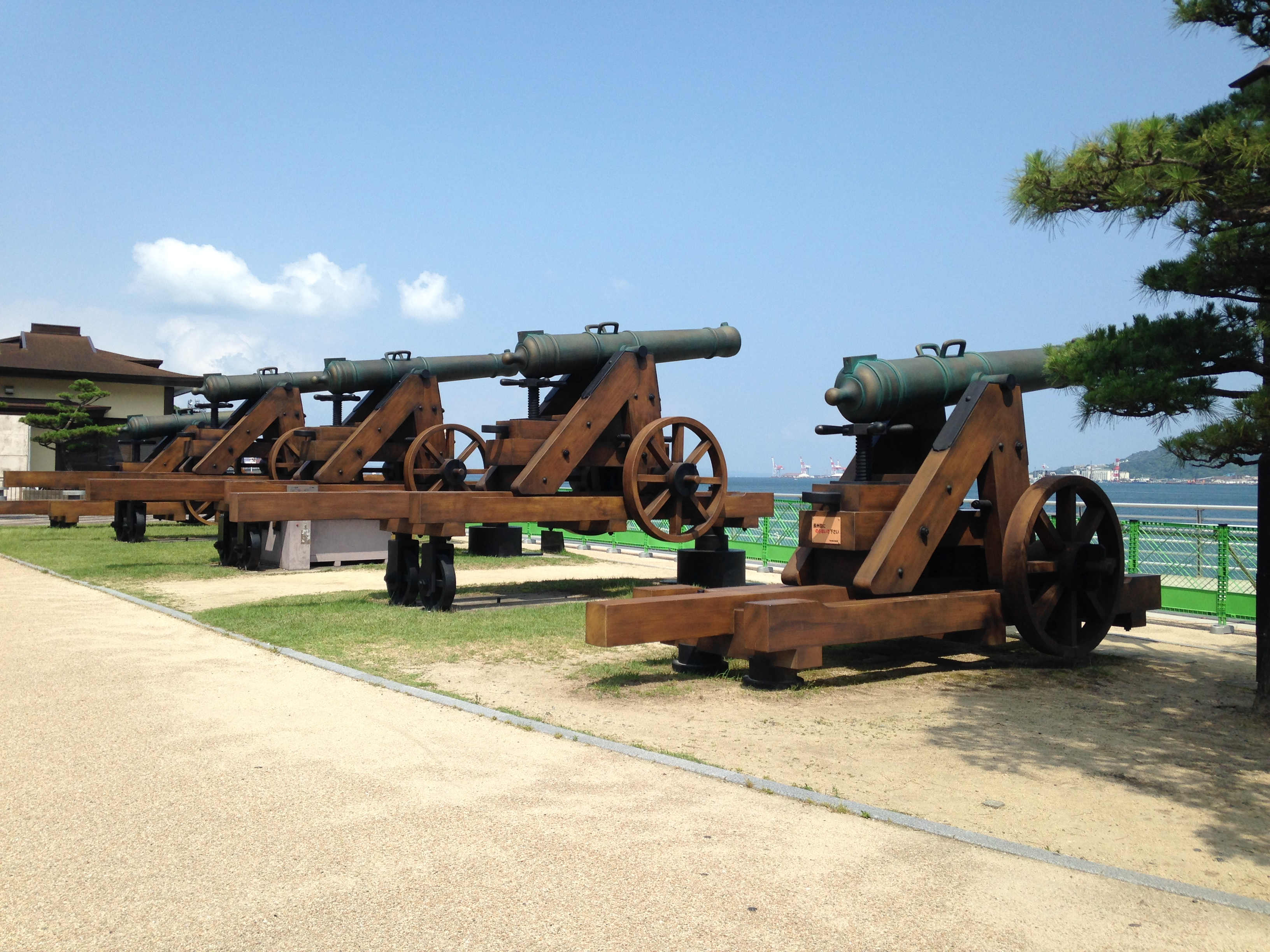
長州砲複製品
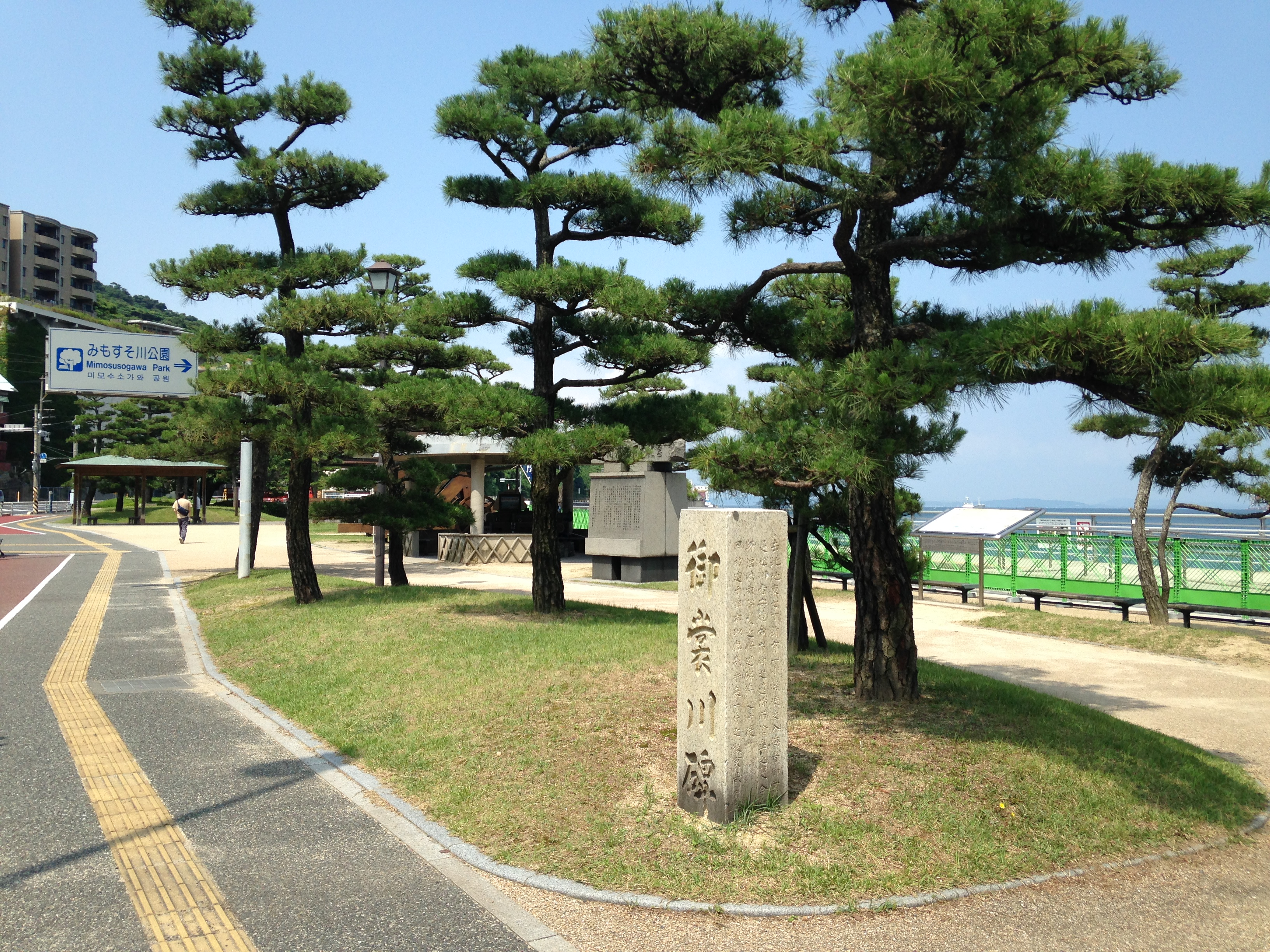
御裳川碑
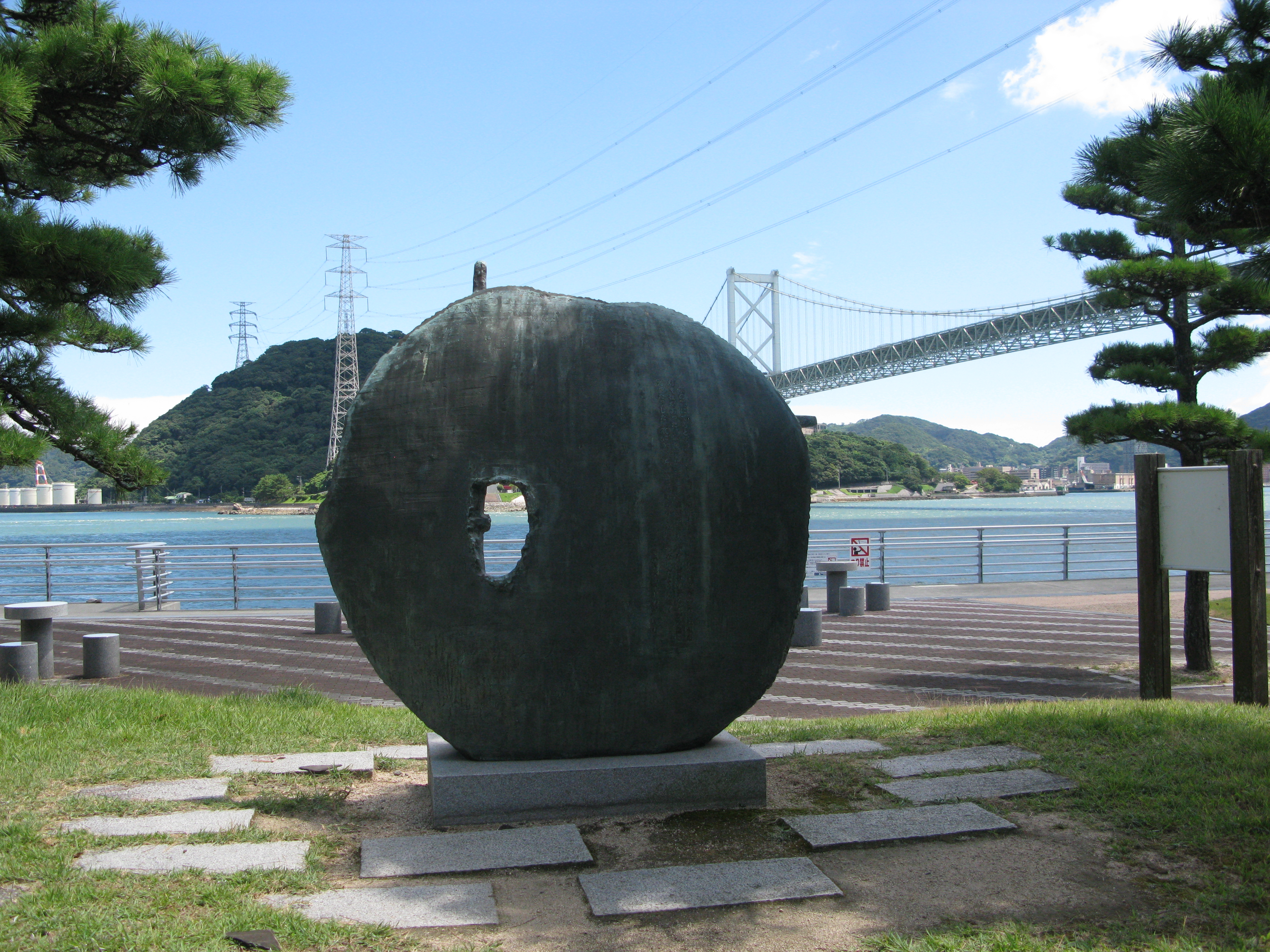
松本清張文學碑
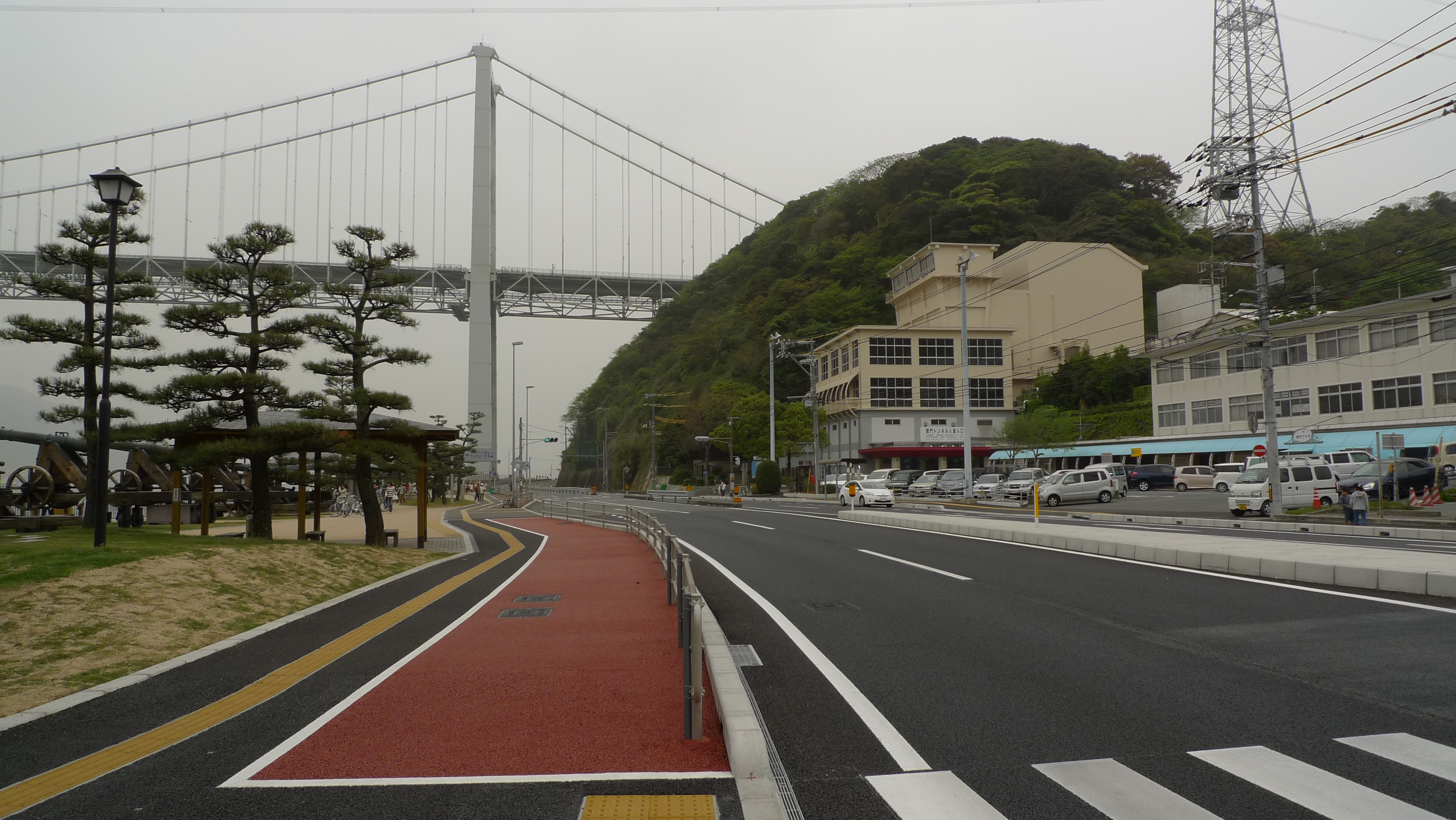
御裳川公園旁的國道9號，左側為御裳川，右側為關門廣場及關門人行隧道在下關側的入口